# Menophra murina
Menophra murina är en fjärilsart som beskrevs av Charles Oberthür 1913. Menophra murina ingår i släktet Menophra och familjen mätare. Inga underarter finns listade i Catalogue of Life.